# Punakha-Brücke
Die Punakha-Brücke (Dzongkha: Puna Mochhu Bazam) ist eine gedeckte, hölzerne Auslegerbrücke, die vom Westufer des Mo Chhu aus den Zugang zum Punakha-Dzong in Bhutan ermöglicht. Die Brücke ist von herausragender religiöser und kultureller Bedeutung. Sie gehört gleichsam zu den Kultgegenständen des Dzongs, wenn Seine Heiligkeit der Je Khenpo zusammen mit 500 Mönchen seine Winterresidenz im Phunakha-Dzong bezieht oder wenn in farbenfrohen Prozessionen zahlreiche Mönche und Gläubige zu den religiösen Festen im Dzong ziehen.

## Geschichte
Eine erste freitragende, hölzerne Auslegerbrücke, die wenige Hundert Meter vor dem Zusammenfluss mit dem Pho Chhu den Mo Chhu überquert, wurde zusammen mit dem Dzong im 17. Jahrhundert errichtet. Diese Brücke mit einer Spannweite von 35 m wurde 1958 von einer Sturzflut weggespült, die durch das Abkalben eines Gletschers in einen Gletscherrandsee im Einzugsgebiet des Mo Chhu ausgelöst worden war. Die Flutwelle rauschte durch steile Schluchten, entwurzelte Tausende Bäume, riss Wildtiere, Vieh und Menschen mit sich und hatte sich beim Erreichen des Punakha-Tals kaum abgeschwächt. Eher noch in ihrer Zerstörungskraft durch die mitgerissenen Bäume verstärkt, riss die Flutwelle die altehrwürdige Brücke mit Leichtigkeit mit sich, zerstörte den westlichen Brückenturm vollständig, trug dort, wo der Turm gestanden hatte, das 10 m hohe Flussufer ab und erweiterte das Flussbett um volle 20 m. Nur der östliche Brückenturm auf der Seite des Dzongs war verschont geblieben.
Um den durch die Zerstörung der Brücke notwendig gewordenen Umweg über das 15 km flussabwärts gelegene Wangdue Phodrang abzukürzen, wurde eine Stahlseil-Hängebrücke errichtet, über die der Dzong wieder direkt zu erreichen war. Diese unbeholfen improvisierte Konstruktion wurde jedoch als ein Vergehen an der historischen Schönheit des Dzongs von Punakha empfunden. Wegen der beträchtlichen Erweiterung des Flussbetts wurde jedoch ein Wiederaufbau der historischen Brückenkonstruktion zunächst für unmöglich gehalten.
Im Jahr 2000 ergriff der damalige Ministerpräsident Lyonpo Sangay Ngedup die Initiative und trat an den Pro Bhutan e. V. heran. Diese deutsche, gemeinnützige und humanitäre Nichtregierungsorganisation hatte zuvor in Punakha, durch Spender und Partner finanziert, bereits ein Krankenhaus mit daran angeschlossenen Personalhäusern sowie eine Ausbildungsstätte für medizinisch-technisches Personal errichtet.
Diese Bauten hatte der Verein schlüsselfertig, im Erscheinungsbild der traditionellen, bhutanischen Architektur, jedoch mit unauffälligen Modernisierungen erstellt. Lyonpo Sangay Ngedup bat nun Pro Bhutan e.V. darum, die Brücke dem historischen Vorbild entsprechend wieder aufzubauen und die dafür notwendigen finanziellen Mittel einzuwerben.
Nach umfangreichen Vorstudien übernahm das Schweizer Ingenieurbüro WaltGalmarini AG kostenfrei und unter Anwendung modernster Technologien die Detailplanung der Bauausführung.
Nach einer Bauzeit von etwa zwölf Monaten, einschließlich einer dreimonatigen Unterbrechung wegen starken Monsunregens, war die Brücke fertiggestellt.
Die Einweihung erfolgte am 10. Mai 2008 durch Bhutans ersten demokratisch gewählten Premierminister Jigme Thinley und Harald Nestroy, deutscher Botschafter im Ruhestand und Vorstandsvorsitzender des Pro Bhutan e.V. Anlässlich der Einweihung betonte der Premierminister, dass die neue Brücke ein wesentlicher Beitrag sei zu den Jubiläumsfeiern von „100 Jahren der Wangchuck-Monarchie und zur Krönung Seiner Majestät König Jigme Khesar Namgyel Wangchucks im Punakha-Dzong“. Die Brücke sein ein Symbol der tiefempfundenen Freundschaft zwischen den Völkern von Bhutan und Deutschland.
Entsprechend ihrer zeremoniellen Bedeutung wird auch die neue Brücke für Prozessionen genutzt, wie zum Beispiel bei den Krönungsfeierlichkeiten Jigme Khesar Namgyel Wangchucks im Punakha Dzong am 1. November 2008 oder der Hochzeit des Königs mit Jetsun Pema am 13. Oktober 2013.

## Konstruktion

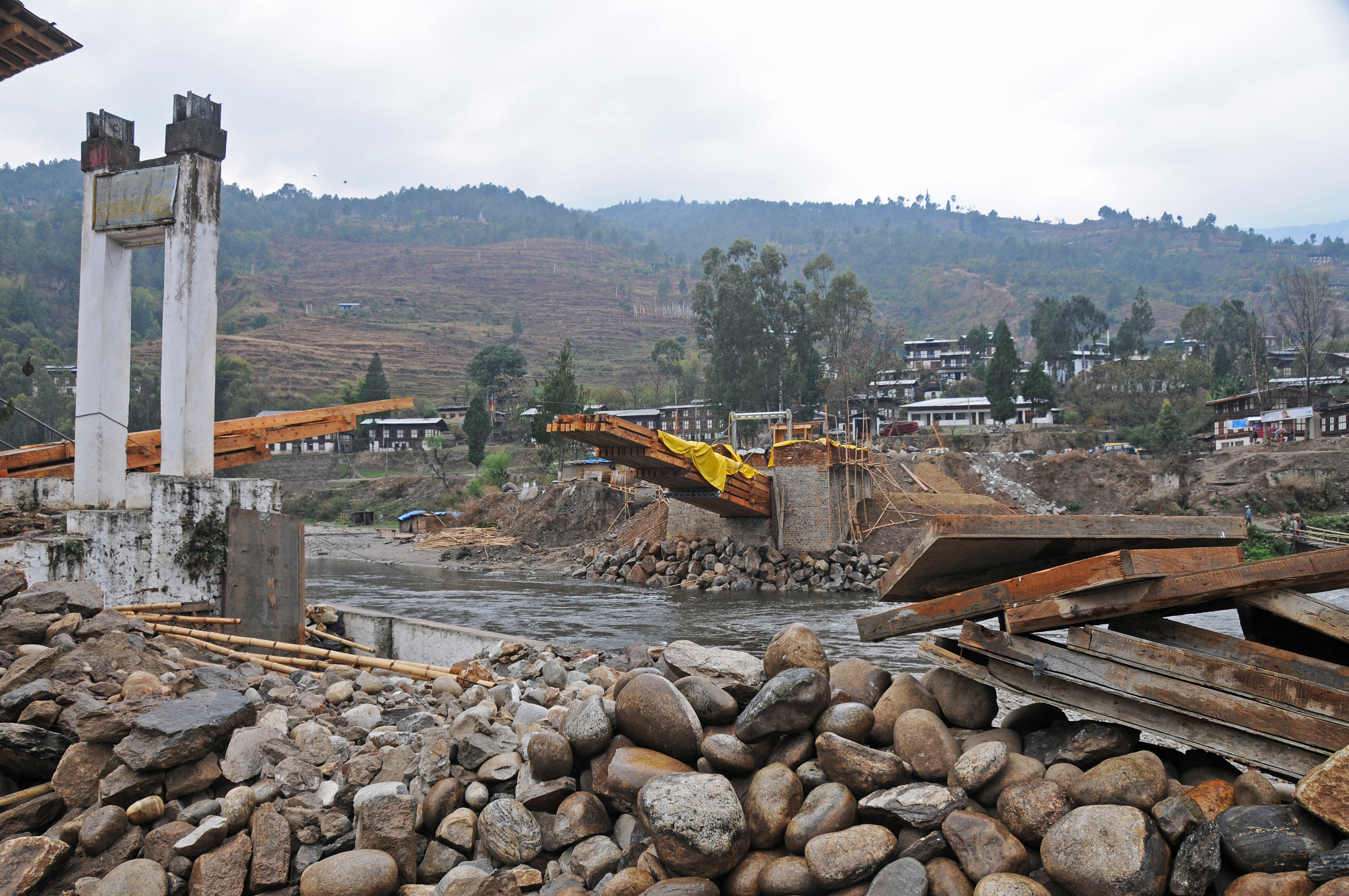
Brückenbaustelle März 2007

Pläne der alten Brücke über den Mo Chhu gab es nicht. Lediglich ein paar alte Aufnahmen zeigten das ursprüngliche Erscheinungsbild einer klassischen Kragbrücke aus Holz – eine Bauweise, die im Himalaya seit Jahrhunderten gebräuchlich ist. Dem historischen Vorbild folgend, besteht auch die neue Brücke aus schräg zur Flussmitte hin aufragenden Kragbalken mit einem waagrechten Einhängeträger, der das Mittelstück bildet. Brückentürme aus Bruchsteintrockenmauerwerk auf beiden Seiten des Flusses dienen als Widerlager für das hölzerne Tragwerk. Der auf der linken Uferseite, der Seite des Dzongs, noch von der alten Kragbrücke vorhandene mittelalterliche Brückenturm sollte aus denkmalpflegerischen Gründen erhalten bleiben und wurde deshalb in das neue Tragwerk integriert.
Wegen der Verbreiterung des Flussbetts durch die Flut von 1958 war eine um 20 m weitere Spannweite als bei der historischen Brücke notwendig. Eine so große Distanz in reiner Holzbauweise zu überbrücken, erwies sich in statischen Berechnungen als zu labil. Die Züricher Planungsfirma WaltGalmarini AG projektierte daher eine Holzbrücke, bei der die für die Stabilität notwendigen modernen Verspannungen verdeckt eingebaut wurden. Die Berner Fachhochschule in Biel unterstützte das Projekt großzügig durch kostenlose Untersuchung der infrage kommenden Holzarten auf Eignung der Tragfähigkeit, Biegefestigkeit, Rohdichte etc. Die Ergebnisse waren Grundlage für die statischen Berechnungen und die Dimensionierung der Tragstruktur. Bei den Planungen zur Sicherung der Flussufer wurde die weltweite Erfahrung der Hochschule für Technik in Rapperswil, St. Gallen, genutzt. Die Holzarbeiten wurden in Handarbeit von erfahrenen bhutanischen Handwerkern ausgeführt, unterstützt von indischen Hilfsarbeitern.
Die Bauarbeiten begannen im Herbst 2006 mit der Beschaffung des benötigten Bauholzes, wobei aus Rücksichtnahme auf den Artenschutz der heimischen Kiefer (Pinus roxburghii) gegenüber der eigentlich dauerhafteren Himalaya-Zeder (Cedrus deodara) der Vorzug gegeben wurde. In den Gebirgstälern im größeren Umkreis von Punakha wurden mehr als 160 Bäume gefällt. Direkt im Wald erfolgte ein Grobzuschnitt zu Rohbalken, die dann bis zu 30 km zum Bauplatz transportiert werden mussten und dort für mehr als 16 Monate vor dem Einbau gelagert wurden. Die Rohbalken wurden zu Balken mit einem Querschnitt von 25×40 cm2 und einer maximalen Länge von 22 m weiterverarbeitet. Bei der Montage wurden die Balken jeweils zweilagenweise über 1,50 m lange stählerne Gewindestangen mit 16 mm Durchmesser zu nachgiebigen Verbundträgern
verschraubt. An der Einspannstelle haben die Kragarme bestehend aus 5×9 Balken einen Querschnitt mit einer Breite von fast 3,50 m und einer Höhe von 2,50 m. Die Widerlager bestehen aus einem nicht sichtbaren Betonbauteil mit Stahlhalterungen unterhalb der weiß-gekalkten, 14 m hohen Türme aus Bruchsteintrockenmauerwerk.
Zur Befestigung des Flussufers wurden 32 armierte Betonröhren, jede 3,5 m lang und 8 t schwer, ins fließende Wasser des Gebirgsflusses abgestellt und mit Geröll ausgefüllt. Diese so erstellte halbrunde „Pfahlwand“ dient gleichzeitig als Auflage für die Fundamentplatte des neuen Brückenturms. Flussseitig wurde dieses Fundament mit mehr als 600 sogenannten Toskanern und einem Blockwurf als Kolkschutz versehen. Die Toskaner sind speziell geformte, etwa 500 kg schwere Betonklötze, in Form zweier um 90 Grad gegeneinander verdrehter T-Stücke, die – ins Wasser versenkt – sich gegenseitig verhaken. Der Blockwurf besteht aus hunderten natürlicher Felsbrocken, jeder mit einem Gewicht zwischen 500 und 1000 kg, die die Schutzverbauung verstärken und die unansehnlichen Betonrohre und -klötze verbergen. Bereits ein Jahr nach der Eröffnung der Brücke wurde im Mai 2009 innerhalb von zwei Tagen Regenfall ein Jahrhunderthochwasser erreicht, das die Schutzkonstruktion auf die Probe stellte. Das Hochwasser riss zwar den massiven Blockwurf mit, die Brücke selbst aber blieb unversehrt. Das Schutzkonzept hatte sich also bewährt.

## Ausstellung
Im Obergeschoss des neu errichteten, westlichen Brückenturms wurde eine Dauerausstellung über bhutanische Kragbrücken eingerichtet. Die Ausstellung dokumentiert die Entstehung der neuen Brücke zum Punakha-Dzong und zeigt weitere bestehende bhutanische Brücken sowie historische Aufnahmen traditioneller Brücken, darunter acht Photographien des britischen Diplomaten John Claude White aus dem Jahr 1906. Die Mittel für die Errichtung der Dauerausstellung, die am 28. Oktober 2011 durch Premierminister Jigme Thinley und Harald Nestroy eingeweiht wurde, wurden von der deutschen Botschaft in Indien als Kulturerhalt-Projekt bereitgestellt.

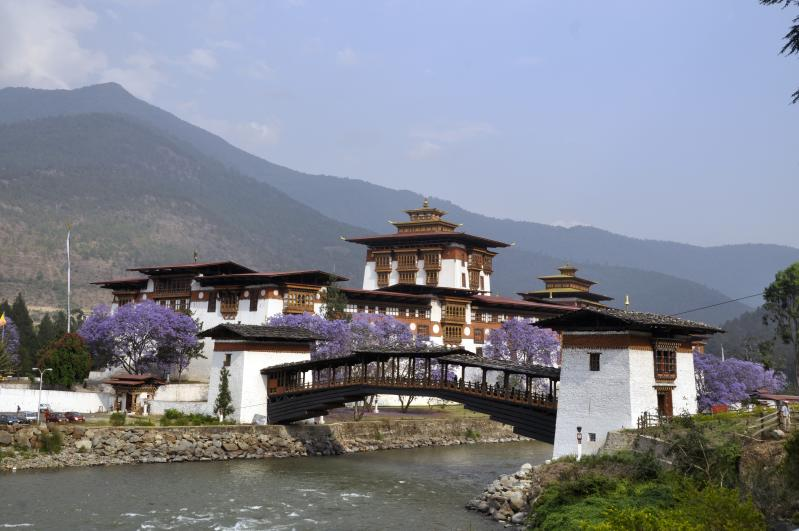
Brücke vor dem Punakha-Dzong
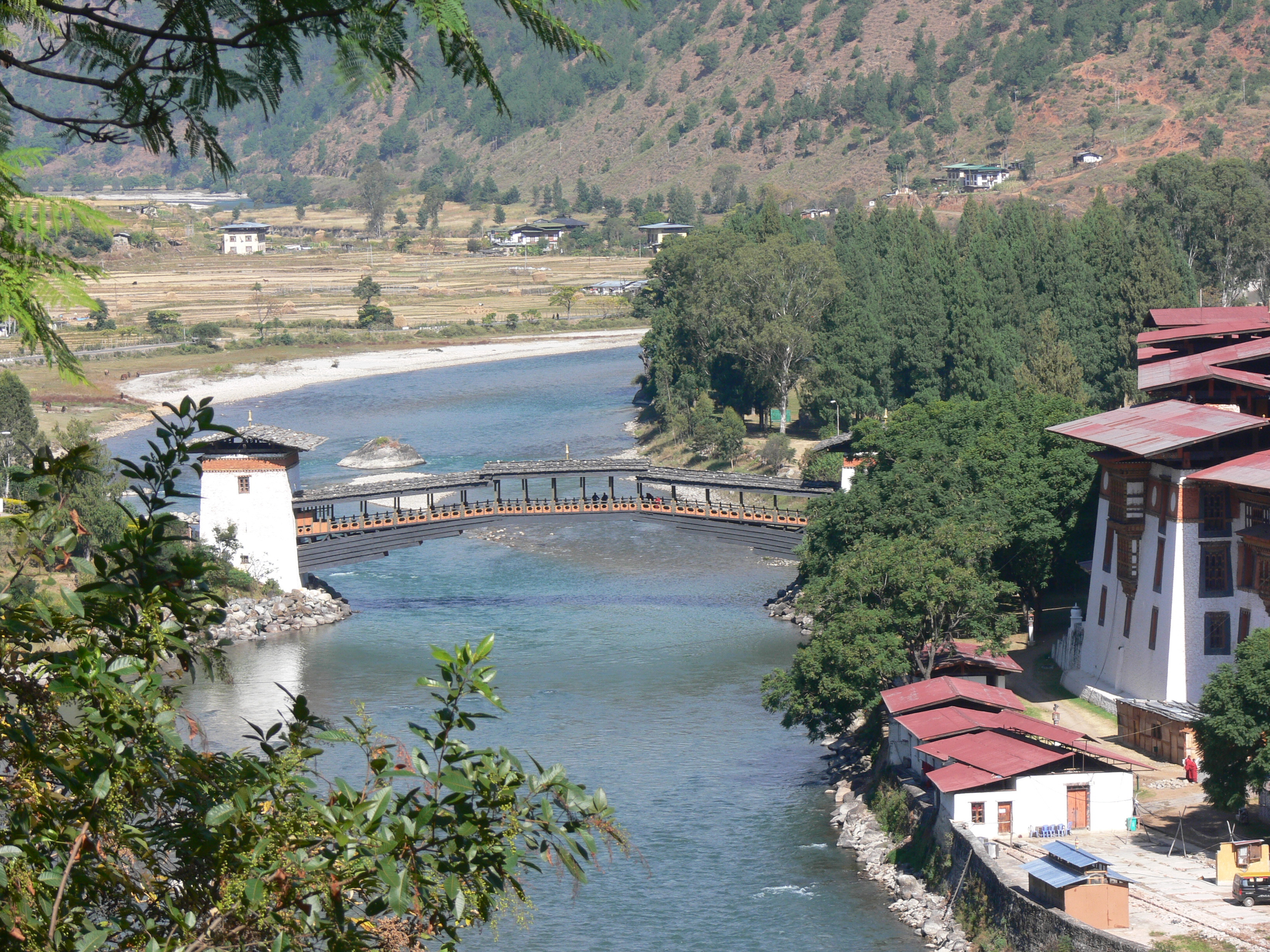
Blick von Süden
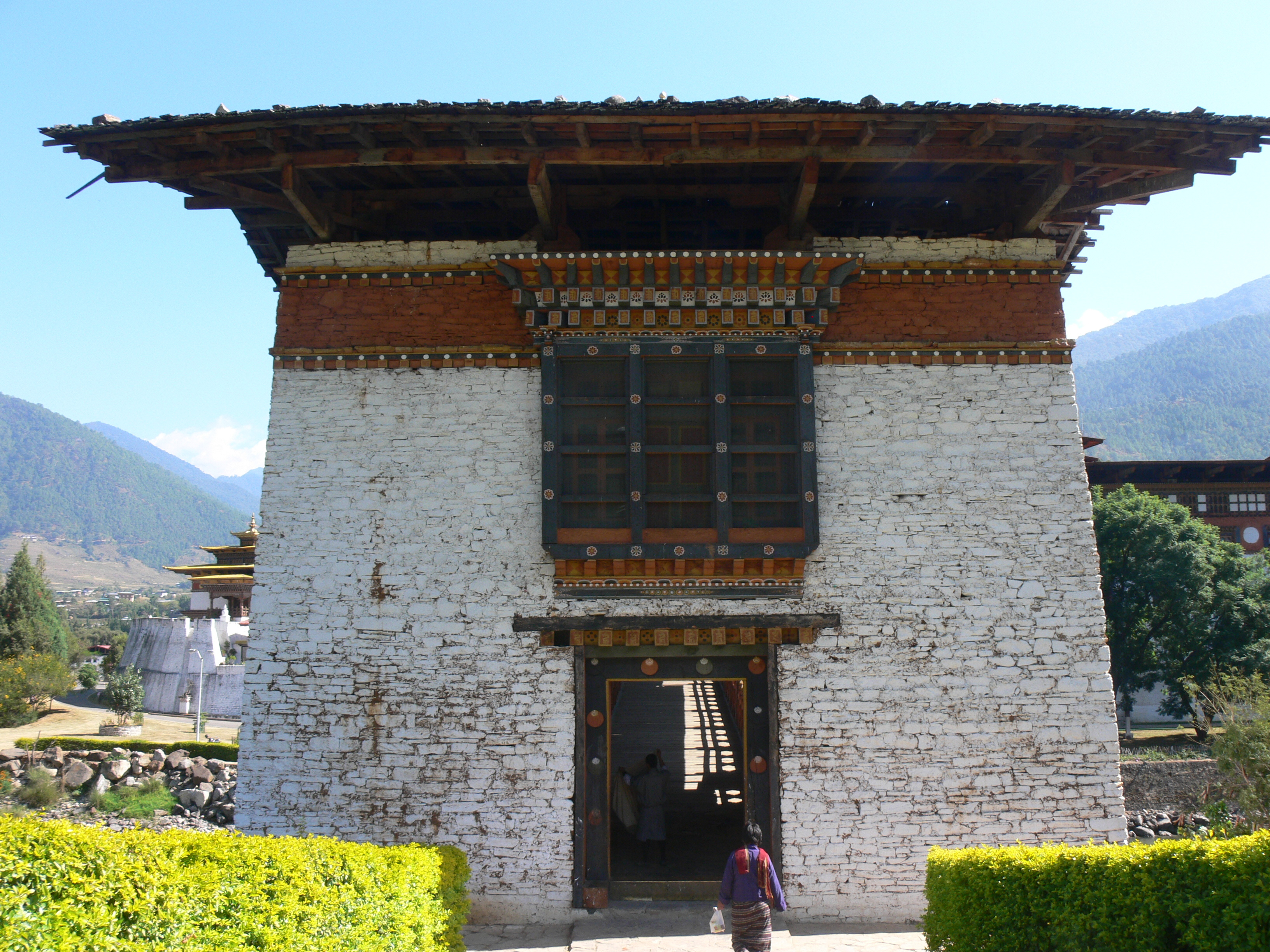
Westlicher Brückenturm
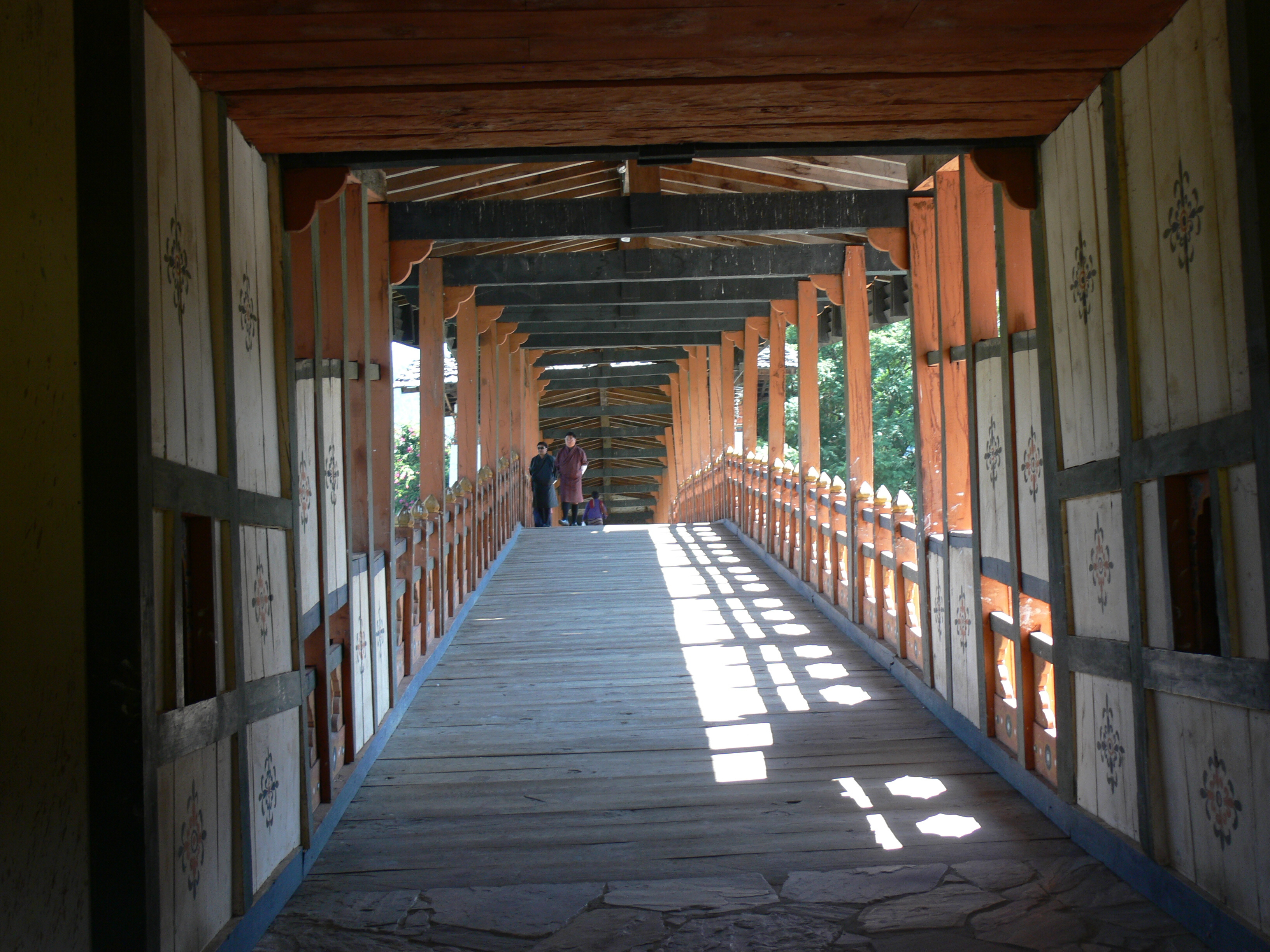
Blick in die Holzkonstruktion
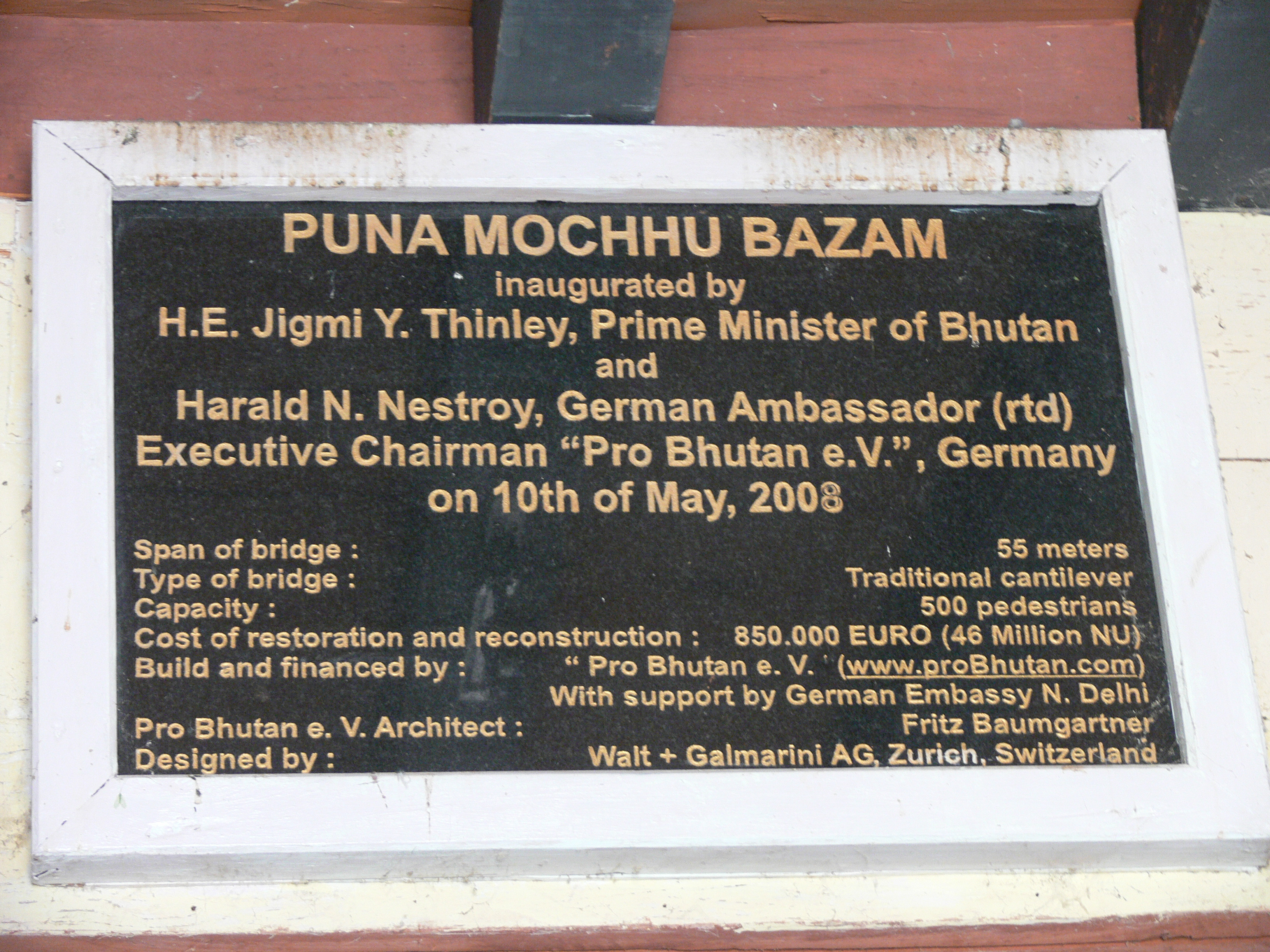
Widmungstafel